# Anders Sjöö
Anders Rune Sjöö, född 14 februari 1970 i Borlänge, är en svensk fotbollsspelare och fotbollstränare. Han har spelat över 300 matcher för IK Brage. Han var assisterande tränare i Brage 2007 och spelande huvudtränare 2008 till den 25 augusti 2008.
Anders Sjöö spelade bland annat även för Västerås SK 1997–1998 och 2004. 2010–2011 var han tränare för Dalkurd FF och 2012 för Dala-Järna IK
Som spelare var han oftast vänsterback eller vänsteryttermittfältare.